# ピエール・アド

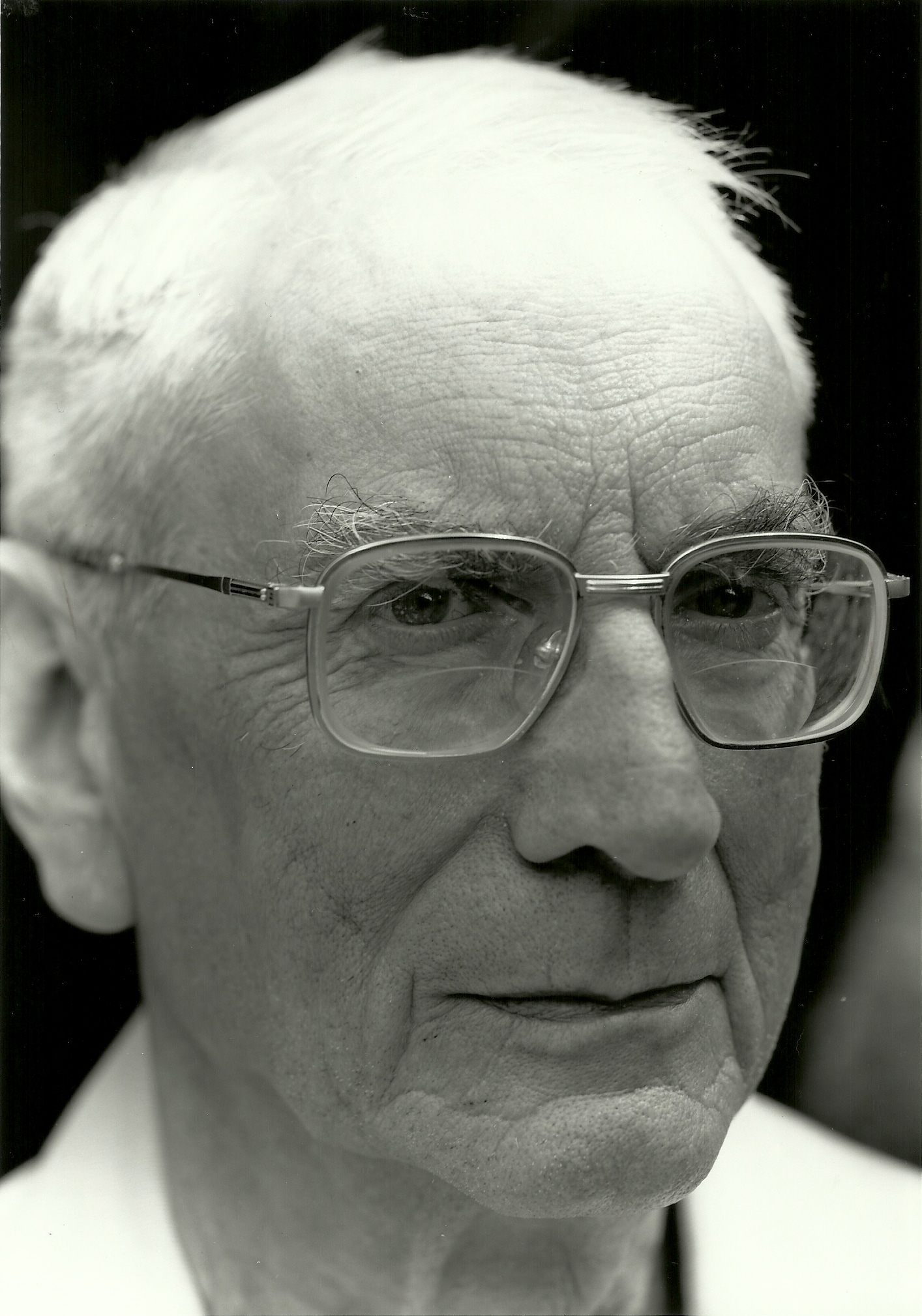
ピエール・アド

ピエール・アド（Pierre Hadot、1922年2月21日 - 2010年4月24日）は、フランスの哲学者・哲学史学者。コレージュ・ド・フランス教授。
新プラトン主義やストア派など、古代哲学の文献学的研究で著名となった。「生き方としての哲学」を論じ、フーコーに着目された。ウィトゲンシュタインの哲学をフランスに紹介し、哲学史や大陸哲学の観点から論じた。

## 経歴
1922年、パリのカトリック家庭に生まれ、神学教育を受ける。22歳で司祭の資格を得た後、パリ大学で哲学・文献学を学ぶ。27歳でフランス国立科学研究センター（CNRS）の研究員となり、神学から哲学に転向する。
1963年、高等研究実習院（EPHE）のディレクターに就任。1982年、フーコーの推薦もありコレージュ・ド・フランスの教授に就任。2010年没。

## 著作（日本語訳）
- 『イシスのヴェール 自然概念の歴史をめぐるエッセー』小黒和子 訳、法政大学出版局〈叢書・ウニベルシタス〉、2020年。ISBN 978-4-588-01109-2
  - 原著: Le voile d'Isis: Essai sur l'histoire de l'idée de nature. Paris, Gallimard, 2004. (NRF essais). ISBN 2-07-073088-3
- 『生き方としての哲学 J.カルリエ，A. I.デイヴィッドソンとの対話』小黒和子 訳、法政大学出版局〈叢書・ウニベルシタス〉、2021年。ISBN 978-4-588-01138-2
  - 原著: La philosophie comme manière de vivre. Paris, Albin Michel, 2002. (Itinéraires du savoir). ISBN 2-226-12261-3
- 『ウィトゲンシュタインと言語の限界』合田正人 訳、古田徹也 解説、講談社〈講談社選書メチエ〉、2022年。ISBN 978-4-06-528362-2
  - 原著: Wittgenstein et les limites du langage. Paris, J. Vrin, 2004. (Bibliothèque d'histoire de la philosophie). ISBN 2-7116-1704-1